# 都城盆地

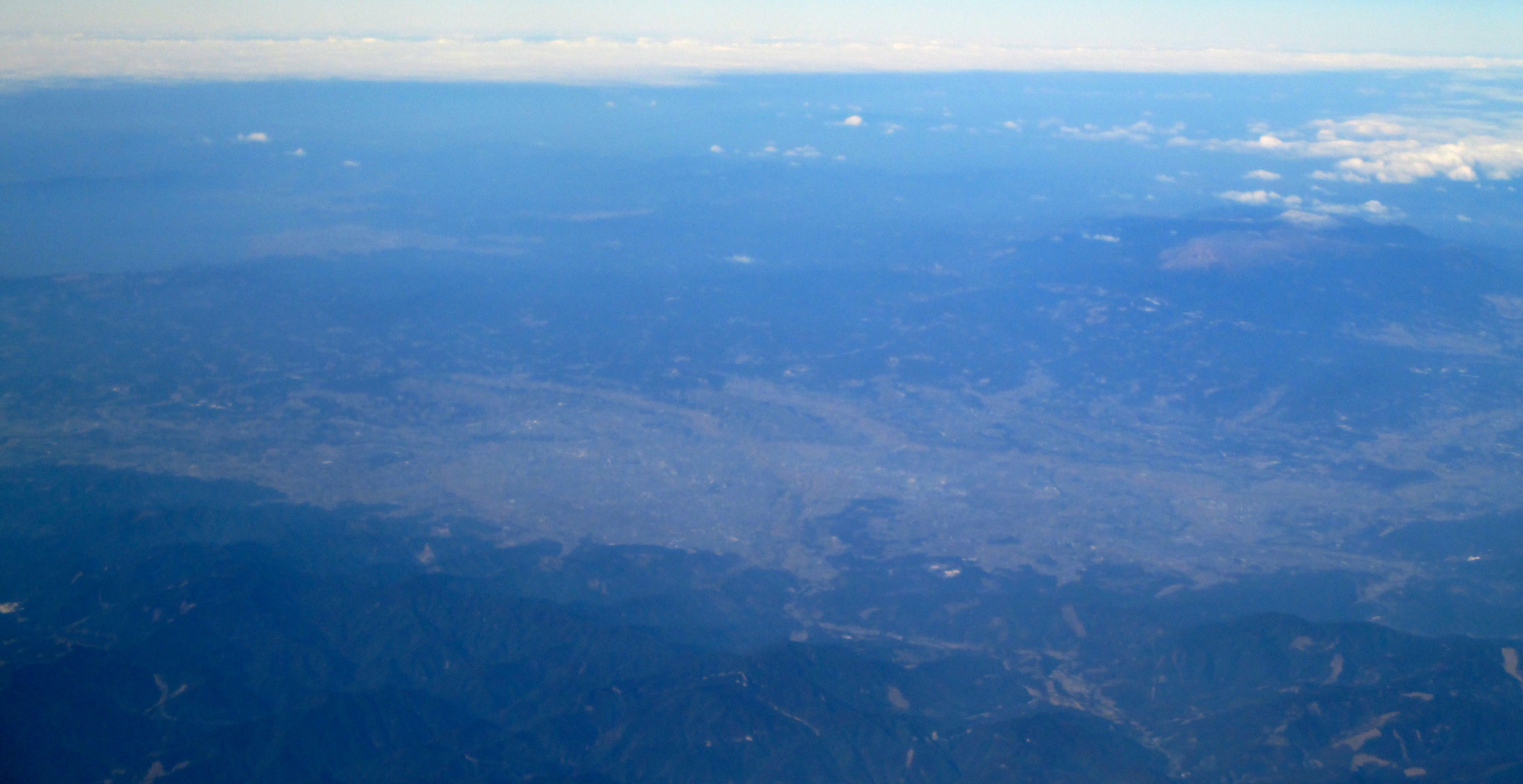
上空から見た都城盆地

都城盆地（みやこのじょうぼんち）は、宮崎県都城市を中心とした南北約40キロメートル東西約15キロメートルの楕円形領域に広がる盆地である。北東部は諸県丘陵、南東部は鰐塚山地、西部は高隈山地および霧島山に囲まれている。宮崎県都城市、三股町、高原町、鹿児島県曽於市にまたがる。

## 地理
盆地内で東岳川、沖水川、庄内川などが大淀川に合流し北端から流出する。内陸性気候で昼夜の温度差が大きいため霧の発生することが多い。南東部では茶の栽培が盛んである。

## 地質
北西部は白亜紀に堆積した四万十層群北帯の上にシラスが積み重なっている。南東部は古第三紀に堆積した四万十層群南帯と呼ばれる地層を基盤とし、鰐塚山地から流出する河川が扇状地や河岸段丘を形成している。中央部は都城層と呼ばれる湖底堆積物地層の上にシラスやシラスを起源とする段丘堆積物が積み重なっている。
約200万年前から続く九州山地から鰐塚山地が分離する地殻変動によって両者の間に湖あるいは入り江が形成され、更新世以降に周辺地域で相次いだ大規模火山噴火の噴出物によって次第に埋められていった。当初は南側の標高が低かったため川は南へと流れ志布志湾に注いでいた。約11万年前の阿多火砕流あるいは約2万5千年前の入戸火砕流によって南側の標高が高まり湖となったが、その北端部を大淀川に侵食されて排水され跡に残ったものが都城盆地である。